# Déclinaison (astronomie)
Pour les articles homonymes, voir Déclinaison.

Coordonnées équatoriales.

En astronomie, la déclinaison (δ, d ou dec) est avec l’ascension droite une des coordonnées utilisées en coordonnées équatoriales. On l’utilise également en coordonnées horaires.
La déclinaison est l’angle mesuré sur un cercle horaire entre un point de la sphère céleste et l’équateur céleste. Celui-ci étant la projection de l'équateur terrestre sur la sphère céleste, la déclinaison est l’équivalent de la latitude terrestre projetée sur la sphère céleste.
Elle est exprimée en degrés (°), minutes (′) et secondes (″) d’arc, positif au nord et négatif au sud de l’équateur céleste.
Exemples :
- Un point sur l’équateur céleste : δ = 0°
- Un point au pôle nord céleste : δ = + 90°
- Un point au pôle sud céleste : δ = - 90°
- Zénith de Paris : δ = + 48° 50′

La déclinaison n’est pas le seul angle qui ait été utilisé pour repérer la position des astres. En astronomie chinoise par exemple, c’est le qiuji du qui était utilisé, où c’était la distance au pôle nord céleste qui était mesurée plutôt que celle à l’équateur (c’est-à-dire, en langage moderne, la colatitude plutôt que la latitude).